# Igreja de Santa Rita de Cássia (Belo Horizonte)

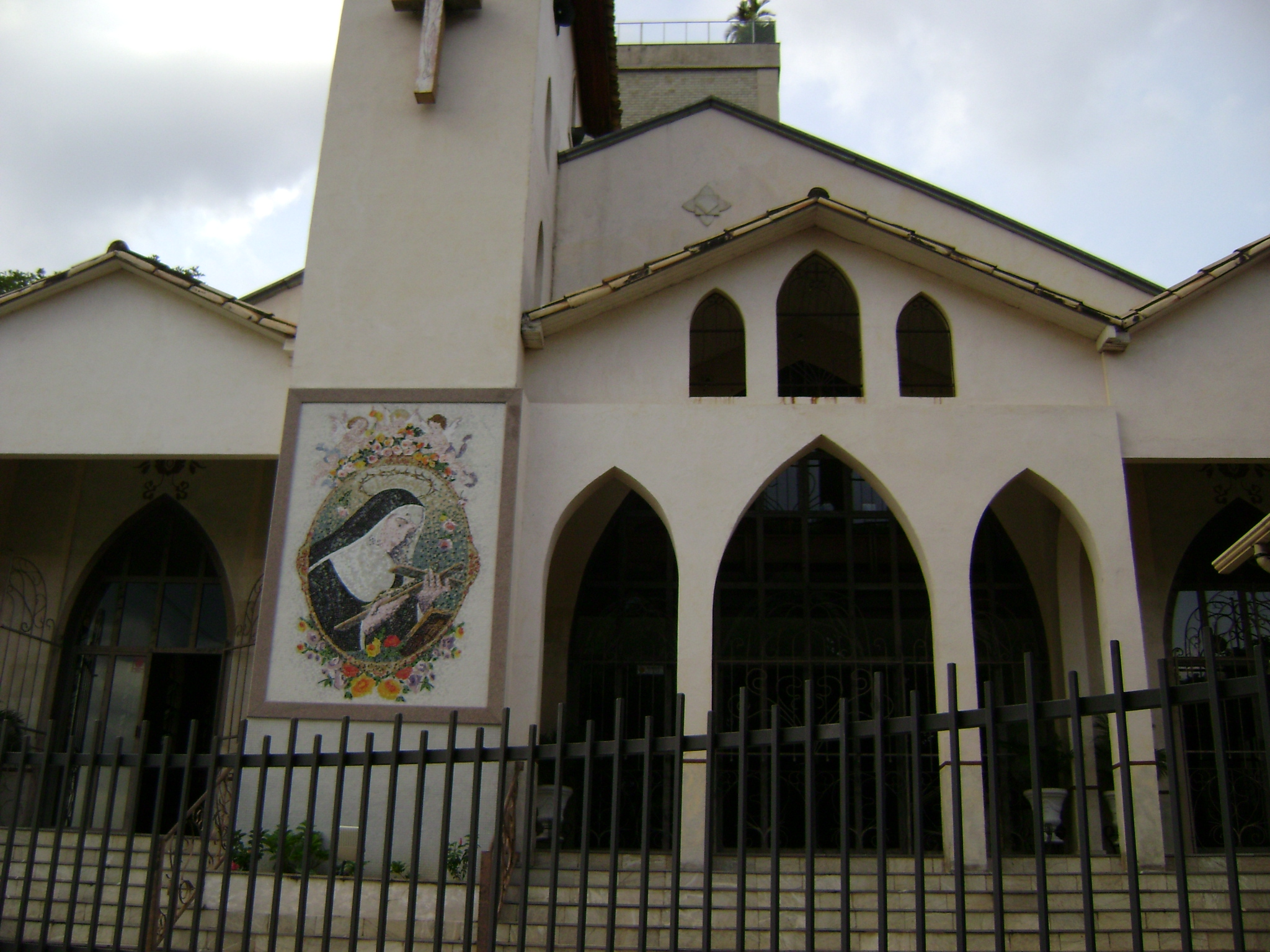
Entrada da Igreja de Santa Rita.

A Igreja de Santa Rita é a principal igreja do bairro São Pedro, em Belo Horizonte. Localiza-se na rua São Domingos do Prata.
A igreja possui um sino que toca sempre no começo de cada hora, tocando o número de vezes equivalente ao número de horas que são. O sino também toca repentinamente em festas religiosas e/ou ocasiões especiais, como por exemplo o falecimento de algum morador da vizinhança ou funcionário da igreja.
A igreja é toda decorada com obras do pintor Fernando Vignoli. O pároco da igreja é Pe. Antônio de Castro Coutinho.
O local atua fazendo também cursos de catequese e acções comunitárias, como o empréstimo do local para vacinação.